# Phyllium tibetense
Phyllium tibetense är en insektsart som beskrevs av Liu, S.L. 1993. Phyllium tibetense ingår i släktet Phyllium och familjen Phylliidae. Inga underarter finns listade i Catalogue of Life.